# Niklas Poll
Niklas Poll (* vor 1289; † nach 1329) war ein österreichischer Politiker, Sohn des ersten urkundlich erwähnten Bürgermeisters von Wiens, Konrad Poll, und selbst von 1313 bis 1315 und 1324 bis 1327 Bürgermeister von Wien.

## Leben und Wirken
Niklas Poll wurde als Sohn des reichen Großgrundbesitzers Konrad Poll geboren. Sein Großvater, Konrad Poll senior, war ein Großkaufmann, der über Regensburg nach Wien kam und die Herrschaft Vöslau erwarb, sowie ein Lehen in der Wachau erhielt. Um das Jahr 1313 dürfte er Niklas von Eslarn als Stadtoberhaupt Wiens abgelöst haben und war in seiner ersten Amtszeit von 1313 bis 1315 aktiv. Seine erste Frau Gertrud wurde erstmals 1316 urkundlich erwähnt. Einige Jahre später bekleidete er von 1324 bis 1327 ein weiteres Mal das Amt des Wiener Bürgermeisters. Seine damalige Frau war Christine, die erstmals 1327 erwähnt wurde. In den Jahren 1338 bis 1339 war sein Sohn Berthold Poll ebenfalls Bürgermeister von Wien. Dem Patrizier-Geschlecht der Poll gehörte unter anderem auch Stefan Poll († 1425–1430), ein weiterer Stadtpolitiker Wiens, an.